# 小海永二
小海 永二（こかい えいじ、1931年11月28日 - 2015年7月21日）は、日本の詩人・フランス文学者。横浜国立大学名誉教授。

## 経歴
東京市麻布区生まれ。戦争中に長野県へ疎開。長野県諏訪中学校、東京都立日比谷高等学校を経て、1955年、東京大学文学部仏語仏文学科卒業。
同年地方公務員として公立高校教員となり千代田区立九段中学校教諭、1959年東京都立雪谷高等学校教諭。
1965年多摩美術大学助教授、1966年横浜国立大学教育学部講師、1967年助教授、1978年教授。1995年、同大学定年退官、名誉教授。
1989年、詩誌「詩と思想」編集長就任（1993年まで）。1991年、日本現代詩人会会長（1992年まで）。1992年、日本現代詩研究者国際ネットワーク（NJPS）設立、代表。九条の会賛同者。
『アンリ・ミショー全集』の個人完訳のほか、フェデリコ・ガルシア・ロルカなど外国詩人の翻訳が多く、また国語教科書の編集委員など、国語教育者としての仕事も多い。

## 著書
- 『峠 詩集』（ユリイカ） 1954
- 『風土 詩集』（ユリイカ） 1956
- 『現代フランス詩人ノート』（ユリイカ） 1960
- 『真実を求めて ひとつの生き方考え方』（青春出版社・新書） 1961
- 『現代の詩』（三一書房、高校生新書）1965
- 『現代詩の解釈と鑑賞』（有精堂出版、国文解釈と鑑賞叢書）1965
- 『近代詩から現代詩へ』（有精堂選書） 1966
- 『表覧現代国語』（有精堂出版） 1966
- 『現代詩要解』（有精堂出版） 1969
- 『現代詩入門 戦後詩への招待』（大和書房・選書） 1970
- 『現代詩の鑑賞と研究』（有精堂選書） 1970
- 『高校生のための作文上達法』（有精堂出版） 1971
- 『文学の教育・詩の教育』（有精堂選書） 1973
- 『日本戦後詩の展望』（研究社） 1973
- 『現代詩のすすめ』（花曜社） 1974
- 『現代詩の昨日と今日 小海永二詩論集』（花曜社） 1975
- 『こころの四季 若き日の愛と悩み』（ぎょうせい） 1977
- 『詩心の遠景（小海永二詩論集 2）』（花曜社） 1977
- 『さすらいの詩（日本の自然と美 1 山野）』（ぎょうせい） 1977
- 『現代詩の構図 戦後日本の詩と詩人』（有精堂出版） 1977
- 『原民喜 詩人の死』（国文社） 1978
- 『ガルシーア・ロルカ評伝 スペインの吟遊詩人』（読売新聞社） 1981
- 『小海永二詩集』（郷原宏編、土曜美術社、日本現代詩文庫9） 1983
- 『現代詩の明日を求めて』（有精堂出版） 1983
- 『詩人の周辺』（教育出版） 1983
- 『現代詩の指導 理論と実践』（明治図書出版） 1986
- 『わが人生嘆歌 詩集』（研友社） 1988
- 『言葉の立つ時 周辺からの発想』（大和書房） 1991
- 『アンリ・ミショー論集成 非日常の亀裂へ』（土曜美術社） 1991
- 『詩人の生き方』（土曜美術社） 1993
- 『幸福論 詩集』（土曜美術社） 1994
- 『詩の書き方おしえてよ』（KTC中央出版） 1996
- 『ロルカ『ジプシー歌集』注釈』（有精堂出版） 1996
- 『詩人の立場』（土曜美術社出版販売） 1997
- 『アンリ・ミショー評伝』（国文社） 1998
- 『夢の岸辺 詩集』（土曜美術社） 2000
- 『内なる声の語る時 断想集』（風媒社） 2002
- 『小感独語』（れんが書房新社） 2003
- 『鐘の音 詩集』（れんが書房新社） 2003
- 『たぐぼーとのいちにち』（福音館書店） 2004
- 『洞窟 詩集』（れんが書房新社） 2004
- 『四季のうた 詩集』（れんが書房新社） 2004
- 「小海永二著作撰集」全8巻（丸善） 2007

### 共編著
- 『ロルカ研究』（ユリイカ、ロルカ選集 別巻） 1959
- 『現代詩』（那珂太郎共編、いずみ書房） 1962
- 『現代国語の総合研究』（増淵恒吉共著、有精堂出版） 1963
- 『日本の名詩 鑑賞のためのアンソロジー』（大和書房） 1965
- 『愛唱の名詩 若い人のためのアンソロジー』（大和書房、銀河選書） 1966
- 『精選現代詩抄』（有精堂出版） 1969
- 『詩を味わうために 海外篇』（弥生書房、世界の詩 別巻） 1971
- 『詩を味わうために 日本篇』（弥生書房、世界の詩 別巻） 1971
- 『全集・戦後の詩』 全5巻（鮎川信夫, 大岡信共編、角川文庫） 1972 - 1974
- 『旅の名詩 旅行く人のためのアンソロジー』（花曜社） 1974
- 『こころの詩集』（学習研究社、ジュニア版名作文学） 1978
- 『現代詩の解釈と鑑賞事典』（旺文社） 1979
- 『世界の名詩  鑑賞のためのアンソロジー』（大和書房） 1980
- 『現代の文章 「生きた文章」を書くために』（深沢忠孝共著、有精堂出版） 1981
- 『現代文読解法』（増淵恒吉共著、有精堂出版） 1981
- 『現代文研究法』（田近洵一, 工藤信彦共著、有精堂出版） 1981
- 『高校生のための基礎からの作文』（市村和久, 原田勝巳共著、有精堂出版） 1981
- 『現代詩』（角川書店、鑑賞日本現代文学31） 1982
- 『精選日本近代詩全集』（ぎょうせい） 1982
- 『精選日本現代詩全集』（ぎょうせい） 1982
- 『小学校子どもの心を育てる詩の鑑賞指導』（教育出版） 1983
- 『現代の名詩 鑑賞のためのアンソロジー』（大和書房） 1985
- 『郷土の名詩 鑑賞のためのアンソロジー 西日本篇』（大和書房） 1986
- 『今日の名詩 鑑賞のためのアンソロジー』（大和書房） 1990

## 翻訳
- 『立体派の画家たち 美学的省察』（ギョーム・アポリネール、江原順共訳、昭森社） 1957
- 『アンドレ・ブルトンと超現実主義』（花崎皋平共訳編、昭森社） 1959
- 『ロシアの神話 スラヴ リトワニア フィンランド』（G・アレグザンスキー, F・ギラン、みすず書房） 1960
- 『美の前衛たち フランス現代絵画』（ミシェル・ラゴン、美術出版社） 1962
- 『美術の映画』（H・ルメートル、紀伊国屋書店） 1965
- 『ホワン・ミロ』（ジャック・プレヴェール, G・リブモン＝デセーニュ、小笠原豊樹共訳、昭森社） 1966
- 『映画とは何か』1 － 4（アンドレ・バザン、美術出版社） 1967 - 1977
- 『愛をめぐる断想』（シャルドンヌ、白水社） 1969
- 『ダダ宣言』（トリスタン・ツァラ、鈴村和成共訳、竹内書店） 1970、のち土曜美術社 1988
- 『シモーヌ・ヴェイユ詩集』（青土社） 1971
- 『ナルシスの変貌 ダリ芸術論集』（サルヴァドール・ダリ、佐藤東洋麿共訳、国文社） 1971、のち土曜美術社 1991
- 『現代の反文学』（クロード・モーリャック、佐藤東洋麿, 玉井友希夫共訳、山梨シルクセンター出版部、サンリオ選書） 1971
- 『現代フランス新詩集』（弥生書房） 1978
- 『現代フランス詩集』（土曜美術社、世界現代詩文庫） 1989
- 『アントルティアン』（朝日出版社） 1990
- 「小海永二翻訳撰集」全6巻（丸善） 2008

### アンリ・ミショー
- 『アンリ・ミショオの発見』（アンドレ・ジイド、ユリイカ） 1956
- 『アンリ・ミショオ詩集』（書肆ユリイカ） 1955
- 『プリュームという男』（アンリ・ミショオ、ユリイカ） 1959
- 『みじめな奇蹟』（アンリ・ミショー、国文社） 1969
- 『アンリ・ミショー』（ルネ・ベルトレ編、思潮社） 1971
- 『幻想旅行記 グランド・ガラバーニューの旅』（ミショー、青土社） 1972
- 『わが領土』（ミショー、花曜社） 1974
- 『魔法の国にて・抄 』（ミショー、沖積舎） 1975
- 『夢の見方・眼覚め方』（ミショー、青土社） 1975
- 『遠き内部』（ミショー、サンリオ） 1977
- 『荒れ騒ぐ無限』（ミショー、青土社） 1980
- 『閂に向きあって』（ミショー、青土社） 1980
- 「アンリ・ミショー全集」 全4巻（青土社） 1986 - 1987
- 『噴出するもの＝湧出するもの 画文集』（ミショー、土曜美術社） 1989

### フェデリコ・ガルシーア・ロルカ
- 『月とオリーブの歌 詩集』（F・G・ロルカ、国文社、ピポー叢書） 1956
- 『ロルカ選集』第1・2・3巻（部分訳）（ユリイカ） 1958
- 『ロルカ詩集』（飯塚書店） 1961、のち世界現代詩文庫 1996
- 『優しい恋歌』（ロルカ、サンリオ出版） 1975
- 『ロルカ全詩集』（青土社） 1979
- 『組曲集 未刊詩集』（フェデリコ・ガルシーア・ロルカ、舷灯社） 1994
- 『ロルカ像の探求』（ロルカ、舷灯社） 1994
- 『素晴らしい靴屋の女房』（ロルカ、竹内書店新社、名作戯曲選） 1997